# Arianna Garibotti
Arianna Garibotti, född 9 december 1989, är en italiensk vattenpolospelare (anfallare) som sedan 2014 spelar för Waterpolo Messina. Hon ingick i Italiens damlandslag i vattenpolo vid världsmästerskapen i simsport 2009 och 2013.
Garibotti tog EM-silver år 2006 och brons 2016 i Belgrad, hon har även ingått i fyra VM-lag med nionde plats 2009 i Rom, tionde plats 2013 i Barcelona, brons 2015 i Kazan och sjätte plats 2017 i Budapest som resultat.
Garibotti spelade i det italienska landslag som tog silvret vid den olympiska vattenpoloturneringen 2016 i Rio de Janeiro.